# Xasthur
Xasthur is het project van de Amerikaanse muzikant Scott "Malefic" Connor. In eerste instantie was het een blackmetalband. In 2010 kondigde Xasthur aan te stoppen. In 2015 kwam het project echter terug met neofolk-muziek. Xasthur is het boegbeeld van suicidal black metal, wat omschreven kan worden als een zeer ambiente, depressieve en misantropische vorm van black metal. Xasthurs teksten gaan vrijwel altijd over misantropie, zelfmoord, wanhoop en haat.

## Geschiedenis
Xasthur werd in 1995 gevormd. Het eerste album is in 2002 uitgekomen. In het prille begin bestond de band uit Scott Connor en Mike Pardi, maar het werd al gauw een eenmansproject van Connor. Na de herstart in 2015 bestaat het project naast Connor uit Christopher Hernandez en Rachel Roomian.

## Stijl
Xasthur maakt gebruik van langzame tempi, en de akkoordiek is van een bijzondere aard. De muziek bestaat uit een aaneenschakeling van akkoorden, waarin vrijwel altijd dissonante tonen in voorkomen. De kleine secunde wordt veel gebruikt, maar ook andere dissonante akkoorden komen veel voor. Ook het gebruik van sterk vervormde, haast elektronisch ogende gitaarklanken is typerend voor Xasthur. De gitaar is sterk vervormd, met zeer veel distortion, en er wordt dankbaar gebruikgemaakt van de mogelijkheid van elektrische gitaren om een klank zeer lang uit te rekken. Het gitaargeluid wordt dan ook weleens beschreven als een "muur van geluid". De vocalen zijn vervormd gekrijs, welke een extra duistere en depressieve sound geven, zodat het vocaalgeluid vaak op gaat in het gitaargeluid, wat een erg typerend geluid teweegbrengt. De drums spelen een duidelijk ondergeschikte rol in de muziek; vaak staan ze meer op de achtergrond, en komen in veel nummers uit een drumcomputer. Blastbeats worden haast niet gebruikt, vaak ook omdat het tempo er zich niet voor leent. Dit alles zorgt voor een uiterst depressief geluid, dat soms iets weg heeft van een dark ambient-soundscape.

## Discografie

### Studioalbums
- Nocturnal poisoning (2002)
- The funeral of being (2003)
- Telepathic with the deceased (2004)
- To violate the oblivious (2004)
- Subliminal genocide (2006)
- Defective epitaph (2007)
- All reflections drained (2009)
- Portal of sorrow (2010)
- Subject to change (2016)

### Compilatiealbums
- Nightmares At Dawn (2012)
- 1997-1999 Rehearsals (2013)

### Ep's
- A Darkened Winter (2001)
- Suicide in Dark Serenity (2003)
- Xasthur (2006)
- Self Deficient/Upscale Ghetto (2018)
- Aestas Pretium MMXVIII (2018)

### Splitalbums
- Orosius / Xasthur (1999)
- Xasthur / Acid Enema (2001)
- Nachtmystium / Xasthur (2004)
- Xasthur / Angra Mainyu (2004)
- Xasthur / Leviathan (2004)
- A Curse for the Lifeless (with Noritt) (2004)
- Striborg / Xasthur (2007)
- Cryostasium / Xasthur (2007)
- Kosmic Krypt/ Xasthur

### Demo's
- A Gate Through Bloodstained Mirrors (2001)
- Rehearsal 2002 (2002)
- A Sermon in the Name of Death (2004)
- Sigils Made of Flesh and Trees (2017)